# Campeonato Europeu de Ginástica Artística de 1977
O Campeonato Europeu de Ginástica Artística de 1977 teve suas competições femininas realizadas em Praga, na extinta Tchecoslováquia, e as masculinas em Vilnius, Lituânia.

## Eventos
- Individual geral masculino
- Solo masculino
- Barra fixa
- Barras paralelas
- Cavalo com alças
- Argolas
- Salto sobre a mesa masculino
- Individual geral feminino
- Trave
- Solo feminino
- Barras assimétricas
- Salto sobre a mesa feminino

## Medalhistas
| Evento              | Ouro                                                   | Prata                       | Bronze                      |
| Masculino           |                                                        |                             |                             |
| Individual geral    | URS Vladimir Markelov                                  | URS Alexander Tkachev       | URS Vladimir Tichonov       |
| Solo                | URS Alexander Tkachev                                  | URS Vladimir Markelov       | URS Alexander Tikonov       |
| Cavalo com alças    | HUN Zoltan Magyar                                      | FRG Michael Nikolay         | URS Vladimir Markelov       |
| Argolas             | URS Vladimir Markelov                                  | URS Alexander Tkachev       | URS Alexander Tichonov      |
| Salto sobre a mesa  | TCH Jirí Tabak FRG Ralf Bärthel                        | nenhum                      | URS Vladimir Markelov       |
| Barras paralelas    | URS Alexander Tichonov                                 | FRG Ralf Bätel              | URS Vladimir Markelov       |
| Barra fixa          | URS Vladimir Markelov                                  | URS Alexander Tkachev       | URS Alexander Tichonov      |
| Feminino            |                                                        |                             |                             |
| Individual geral    | ROU Nadia Comaneci (39.100)                            | URS Elena Mukhina (38.950)  | URS Nellie Kim (38,850)     |
| Salto sobre a mesa  | URS Nellie Kim (19,525)                                | ROU Nadia Comaneci (19,500) | URS Elena Mukhina (19,000)  |
| Barras assimétricas | ROU Nadia Comaneci (19,650) URS Elena Mukhina (19,550) | nenhum                      | GDR Steffi Kräker (19,600)  |
| Trave               | URS Elena Mukhina (19,400)                             | URS Nellie Kim (19,350)     | URS Maria Filatova (19,250) |
| Solo                | URS Maria Filatova (19,700) URS Elena Mukhina (19,700) | nenhum                      | URS Nellie Kim (19,550)     |

## Quadro de medalhas
| Ordem | País               | Medalha de ouro | Medalha de prata | Medalha de bronze |    |
| ----- | ------------------ | --------------- | ---------------- | ----------------- | -- |
| 1     | União Soviética    | 10              | 6                | 11                | 27 |
| 2     | Roménia            | 2               | 1                |                   | 3  |
| 3     | Alemanha Ocidental | 1               | 2                |                   | 3  |
| 4     | Hungria            | 1               |                  |                   | 1  |
| 5     | Checoslováquia     | 1               |                  |                   | 1  |
| 6     | Alemanha Oriental  |                 |                  | 1                 | 1  |
| TOTAL | TOTAL              | 15              | 9                | 12                | 36 |